# チェウリン
チェウリン（Ceawlin, CeaulinまたはCaelinとも、? - 593年）は、ゲウィセと呼ばれたサクソン人の一派、西サクソン人の長であり、後世イングランド西南部を治めたウェセックス王国の王として列せられた人物である。このチェウリンのもとで西サクソン族は躍進したとされる。
系譜ではイングランドに上陸した最初の西サクソン人たちの首長チェルディッチの孫にしてキュンリッチの息子とされている。チェウリンの時代に長らくブリトン人と拮抗していた西サクソン人勢力は大攻勢に転じ、チェウリンが没する頃には南イングランドでブリトン人が抵抗する地域は数えるほどしかなくなっていた。

## 概要
アングロサクソン年代記によれば、チェウリンの関わった事例は556年から592年にかけてのものである。以下が年代記の概略である。
- 556年：ベラン・ビュルグにて父キュンリッチとともにブリトン人と戦う。
- 560年：西サクソン王国を継承。
- 568年：クタとともにエゼルベルトと戦い、ケントに追放した。またウィバウンダンにて二人の大守（エアルドルマン）を殺害。
- 577年：クスウィネとともにブリトン人と戦う。ディラムにて三人の敵王を殺害（デオルハムの戦い）。
- 584年：クタとともにフェサンラァグにてブリトン人と戦う。クタは戦死。
- 591年：西サクソンの王ケオルが5年間統治。このケオルはチェウリンとするものもある[2]
- 592年：ウォーデンズバロウで大殺戮、チェウリンが追放される。
- 593年：チェウリン死去。

しかし、この年代記は正確性に欠けており、チェウリンの治世ですら7年、17年、32年と年代記の写本によって違いがある。それゆえに年代記でチェウリンの関わった出来事の多くは、年代の正確性に疑問がもたれているが、チェウリンの生きたとされる時代において（後年その領土の一部を奪われる形になったが）西サクソン人は大躍進を遂げたのは確かである。そして、その業績からチェウリンは年代記にてブレトワルダと呼ばれたイングランドの8人の王の一人に列せられている。とはいえ、チェウリンの権勢がどこまで及んでいたかは分かってはいない。
権勢を誇っていたチェウリンは、592年に後継者とされるチェオルによって退位させられ、翌593年に没した。また、チェウリンは各資料より二人の息子、クタ (Cutha) とクスウィネがいたと伝えられているが、系譜学の立場からすると息子であるかどうかは疑わしいと言う。
また、チェウリンの名は現代英語にはあまり見られない綴りであるため日本語では表記が統一されておらず、「セウリン」、「ケアウリン」、「ツェアウリン」、「チェオリン」の表記が見られるが、古英語で正しくは『チェァウリン』と発音するものと思われる。以下便宜上「チェウリン」と統一する。

## 時代背景
5世紀、ゲルマン人が大陸からイングランドへと渡航してきたが、それが大規模な集団移民へと増大する。この新参者の中にはアングル人、サクソン人、ジュート人、フリシア人などいたが、現在ではさらに別の部族がいたことが確認されている。この集団は時代にイングランドの東部と南部を占拠し、先住民ブリトン人を圧迫し続けていたが、5世紀末にバドン山の戦いにおいてブリトン人に大敗して以後50年間、移住は一時停滞した。しかし、550年の初めになってブリトン人の勢いに再び陰りが見え始める。チェウリンはこの時代に生まれた。そして、その後の25年間で、南イングランドのほとんどの地域が、このサクソン人等の新参勢力の手に落ちたことが分かっている。
チェウリンの生まれたのがどのような時代であったかは、6世紀後半を生きたブリトン人の聖人ギルダスが著作『ブリトン人の没落 (De Excidio Britanniae)』で断片的に書き残している。同書には、具体的な名前や年月はほとんど記述されていないが、ギルダスが生まれてから同書の書かれるまでの間は平和が続いたと記されている。この意味では『バドン山の戦いの後の平和な時代』があったということでは一致している。しかし、これをサクソン人側の資料である『アングロサクソン年代記』と照らし合わせると食い違いがある。すなわち年代記の827年の項目に歴代の『ブレトワルダ』と称した王たちの名が（827年の出来事とは関係なくいきなり）記されているが、この時代をそのままギルダスが生きた時代とあわせると、平和であったはずの6世紀初頭に強力なサクソン人の王ブレトワルダたちが現れることとなり矛盾する。
いずれにせよ、チェウリンの統治は6世紀末のアングロサクソンの拡大時期に相当していることは間違いない。初期の系譜、活動に関して多くの答えの出ない疑問が提起されてはいるが、それでもチェウリンは南イングランドのアングロサクソン人の拡大の最終局を語る上で重要な人物の一人であることは変わりないだろう。

## 史料の矛盾点
2つの史料が主に挙げられる。ひとつはアングロサクソン年代記、もうひとつは西サクソン王族系譜目録 (West Saxon Genealogical Legnal List) である。
アングロサクソン年代記とは、過去の年表を結集させた書物であり、890年ごろアルフレッド大王の治世に校了した。書物は今では現存しない過去の年表だけでなく、長く口頭にて伝承されたサガを書き留めたものもある。この年代記では西サクソン族のブリテン上陸は495年となっており、チェルディッチと息子キュンリッチが「チェルディッチの岸」に到着したと伝える。20年の年代はチェルディッチの率いた戦いで占め、チェウリンの子孫によるものも後の100年の年表の中に散りばめられている。チェウリンに関する情報は、ほぼこの年代記によっているいが、この年代記に記される項目の多くは、史実性が疑問視されている。
西サクソン王族系譜目録とはウェセックスの王、およびその在位の目録である。この目録はある程度の形を保って、例えば、アングロサクソン年代記の（B)写本の前置きとなって、残っている。年代記と同じようにこの目録はアルフレッド大王の頃に編纂された。目録も年代記も、ともに西サクソン王の系譜がチェルディッチを通じて、祖先ゲウィスに直系で行き着くように執筆者の思惑の影響を受けている。結果として写本の政治的な目的を果たすことになったが、歴史家が矛盾に悩まされることにもなった。
このことは別の史料から年代を割り出したときに顕著になって現れる。西サクソン王国の歴史の中である程度信憑性のある出来事のうち、最も古いものは、キュネイルスの洗礼であり、年代にして630年代後半から遅くても640年代の頃になる。年代記でのチェルディッチの上陸は495年となっているが目録の王の在位を入れて計算するとチェルディッチの統治は532年に始まり37年の開きがある。しかし、532年も、495年も確実性のある年代ではない。あくまでも途中で執筆者が実在する王を削ったり架空の王を増やしたりしていないことと年代記に記された王の在位が正確であることが前提になった値である。そのどれもが確実な推測とはいえない。
また、史料はチェウリン自身の治世の長さにも食い違いを見せている。年代記では560年から592年の32年間としているが、目録では違っており、7年または17年となっている。最近の西サクソン王国王族目録の研究では西サクソン族のブリテン到着は538年、チェウリンの治世は7年という意見が支持され、581年から538年としている。
チェウリンがキュンリッチの息子であることは、史料によって差はない。クスウィンの父であると普通書かれているが、ここでもひとつ相違が見られる。（A)写本では685年にチェウリンの息子にクタの名が記されているが、同じ写本の855年にクタがクスウィンの息子として記されている。また、（E)写本の571年、（F)写本の568年にそれぞれクタはチェウリンの兄弟であると記されている。
チェウリンがチェルディッチの子孫であるかどうかも議論の対象となっている。異なる西サクソン族の小さな集団ごとの系譜の記述が全く個別の集団を思わせ、また、チェウリンの名もその中に入っている。なぜウェセックスの系譜に幾分か問題が生じたかという理由として、チェウリンの系譜を他の系譜とつなぎあわす必要があったからと思われる。それは、自らの系譜がチェルディッチとつながっていることは当時の西サクソン王国では重要な問題であったからである。もうひとつの理由として、民族言語学上の立場から、初期の王族の名前の起源がゲルマン系と思われないからである。『チェウリン(Ceaulin)』という名前もアングロサクソン起源とは確信できない。むしろブリトン起源に思われる。
また、最古の文献には「西サクソン」という語句は使われていない。ベーダの「イングランド教会史」によれば「西サクソン」という語は「ゲウィス」と同じ意味を持っている。「西サクソン」は7世紀後半、キャドワラの治世になって初めて現れる言葉である。

## ウェセックスの躍進
ウェセックスは最終的に南西イングランドを占拠したが、この動きの中の決定的な局面は、史料にははっきりとは現れていない。チェルディッチの上陸は、530年にワイト島の近くであった。年代記には、534年にチェルディッチが没し、息子のキュンリッチが継いだとある。また、年代記には「ワイト島を甥のストゥフ (Stuf) とウィフトガー (Wihtgar) に与えた」とされている。この記録はベーダの記録とは全く食い違っている。ベーダは、ワイト島に移住していたのはジュード人であり、サクソン人ではないと書いている。考古学的な調査記録ではベーダの説の方が真実味がある。
続いて年代記は西サクソン人が自らの王国を勝ち得た戦いについていくらかの詳細を書き連ねている。チェウリンの戦いは沿岸部ではなかった。戦場はテムズ川上流の渓谷地帯から内地側となり、現在のサリー州より東、セヴァーン川河口より西の地域であった。チェウリンはまさに西サクソン人の勢力拡大の一角を担ってはいたが、この時代の軍事活動を把握することは難しい。年代記に記された年代を追っていくと時期的に早すぎることになる。

### ベラン・ビュルグ
チェウリンが指揮した最初の戦いで、556年、チェウリンは父親キュンリッチとともにブリトン人と戦った。戦場はベラン・ビュルグ (Beran Byrg) またはベラズ・ストロングホールド (Bera's Stronghold) と呼ばれる。この場所は現在のウィルトシャー州スウィンドン近郊の鉄器時代の砦バーベリー・カースル (Barbury Castle) とされる。この戦いの時点ではキュンリッチが王であったと思われる。

### ウィバウンダン
王となったチェウリンが最初に戦った戦争で、568年のこととされる。息子クタとともにケント王エゼルベルトと戦った。年代記ではこう記している。この戦場「ウィバウンダン」は「ウィバの山 (Wibba's Mount)」と訳されることは分かっているが特定はできていない。かつてはウィンブルドンではなかったか」と推測されていたが、現在では正しくないことが判明している。また、この戦いはブリテン島にやってきた移住者同士での最初の衝突であったという意味で知られている。この戦い以前の年代記に記された戦いはアングロサクソン人とブリトン人の戦いであった。
アングロサクソンの歴史の中でよく見受けられるものとして、二人の王が連合する例があるが、これは違うかもしれない。クタがチェウリンとどのような関係にあったのかははっきりしていないが、この時点でクタもまた王であった可能性が見られる。下記に記される577年の事項でもそれを感じさせるものがある。

### ベドカンフォード
クスウルフとチェウリンがどのような関係であったのかは分かってはいないが、名前の韻がアングロサクソンの王族に近いものであることは、クスウルフが王族の一員であったことを示唆している。この戦場は特定されてはいない。戦場は現在のベドフォードではないかと考えられていた時期もあったが、この都市の古名からその説は今では支持されてはいない。この戦いは、いまだブリトン人がこの地域を支配していたという驚くべき事実から注目されている。しかし、ミッドランド地方にはサクソン人やアングル人の定住した痕跡を示す証拠が十分あり、ギルダスのDe Excidioにより歴史家たちはブリトン人は6世紀半ばにこの地域の支配を奪われてしまったと推測されている。この説明のひとつとして、年代記のこの記録はモンス・バドニクスの戦いによってブリトン人に奪われた失地の再征服のことを書いているのではないかと説くものもある。

### セヴァーン川下流域
この殺された3人のブリトン王を語る史料はここのみであり、王達の名前がこの時代にそぐわず古風なものであることから、この項目は実際にはもっと古い時代の出来事を元に書いているものと思われている。この戦いはサクソン人の攻勢を促す重要な役割を担ったと考えられており、これにより西サクソン人勢力はブリストル海峡に到達し、セヴァーン川以西のブリトン人勢力をコーンウォール半島からチャネル諸島南部にかけての勢力から分断することに成功する。しかし、628年には、ウェセックスはこの地をマーシア王国のペンダによって奪われることになる。
チェウリンとクスウィンが奪取したこの時代、まだバースには古代ローマ人の築いた温泉がある程度保存されていた可能性がある。9世紀の歴史家ネンニウスはセヴァーン川流域であった、バースと遠くない距離にあるウィッチェの領地に『熱き湖』があると書き残している。また、『それは壁に囲われ、レンガと石で造られ、誰もが自分の望むように、冷水にも温水にも浴することができた。』とも書き加えている。またベーダも『イングランド教会史』においてこの温泉地の所在を、ネンニウスと同じ書き方で書き残している。
ワンスデュク (Wansdyke) と呼ばれる中世初期の一本線の堀がブリストル南部からバースから離れていない場所を通りマールボロまで続いているが、ここは5世紀ないし6世紀にチェウリンによって築かれたと考えられている。

### フェサン・ラァグ
この戦いはチェウリンの記録の中で最後の勝利として記録されている。年代記にはこの場所は、12世紀の書籍にオクスフォードシャーに『フェスリエ (Fethlee)』と名づけられた森があり、現在ではこの地で戦われたに違いないと考えられている。
年代記にある『怒りを露にして自ら（の領地）に戻った』という書き方は恐らく他のウェセックス王国初期のものと同様、サガから借用されたものであろうと思われる。また、この記述のあり方からチェウリンはこの戦いで負け、また年代記者もこれを記録に残さなかった可能性も示唆されている。すなわち王が『多くの村落、数えられぬほどの略奪品を得』た勝利の後で『怒りを露にして』帰還することはほとんどないからである。もしこの説が正しいのであるなら、この戦いの敗北でチェウリンはブレトワルダとしての宗主権を喪失した可能性がある。

## ブレトワルダ
後年の731年頃、ノーサンブリアの修道士にして年代史家のベーダは、「イングランド教会史」を書いた。これには、世俗的なことだけではなく、アングロサクソン人の歴史に関する多くのことが記されており、その中で「ハンバー川より南のインペリウムを保持した7人の王」に関しても触れている。この「インペリウム」を現在の解釈では「宗主権」と訳しているが、チェウリンはベーダの記した列記の2番目に登場する。その中でチェウリンは「サエリン (Caelin)」の綴りで書かれているが同時に、「かの地の人々の言葉ではチャウリン (Caeulin) と呼ばれていた」とも書かれている。ベーダはまた、チェウリンはキリスト教徒ではなかったと明記しており、最初にキリストに帰依した人物は、チェウリンの時代よりも後年ケント王のエゼルベルトを「神の国に入られた最初の人物」としている。
アングロサクソン年代記の827年の項目にベーダの記した列記とほぼ同じ形（エグバードを加えた形で）が載せられている。そしてここでは「ブレトワルダ」、または「ブリテン島の支配者」として知られていたと明記されており、この表現には、現在に至るまで学術的な関心が寄せられている。これを後年の年代史家の追従的な表現ととらえることもあったが、その称号の中にはっきりとした軍事的な役割があった証拠も挙がっている。
ベーダによれば、この王たちは「ハンバー川より南の」権限を有していたが、実際の支配領域は、少なくとも初期のブレトワルダにおいては、間違いなくそれには及ばなかった。チェウリンの場合、実際に支配していた領域を正確に把握するのは難しいが、ベーダがチェウリンをインペリウムを有した諸王の一人として選んでいること、チェウリンが関わった戦争が勝利として記録されていること、チェウリンがテムズ川上流域を基盤として周囲の大部分を支配下に置き、一定期間南イングランドに覇を唱えたことから、チェウリンが行動力のある成功した指導者であったことは読んで取れる。しかし、このような軍事的な成功にもかかわらず、チェウリンの北部における活動は維持されることはなかった。すなわち、後年には、テムズ川流域のほとんどはマーシアの支配下になったし、571年にウェセックスが獲得した東南部の都市の大部分はケントやマーシアの支配下となってしまった。
なお、ベーダの描く宗主の権威はチェウリンの生きた8世紀の見方である。「イングランド教会史」の執筆された時代、ハンバー川以南に覇を唱えたのはマーシア王国のエゼルバルドであり、ベーダの描いた昔の王たちの記述は、この当時のイングランドの政治情勢に間違いなく大きな影響を受けており、ベーダの描くエレやチェウリンのような初期のブレドワルダたちの肖像に多少時代錯誤な要素が含まれているのは明らかである。またベーダの描くブレトワルダは覇を唱える対象をアングロサクソン諸国のみと考え、ブリトン人諸国は対象外としていた可能性も見受けられる。
チェウリンはベーダの列記の2番目に来る人物である。全てのブレトワルダたちの在位帰還は大なり小なり連続して続いているが、最初のブレトワルダであるサセックス王エレと次のウェセックス王チェウリンとの間の50年間の開きがある。この後のブレドワルダたちが空白なしで継続されていることが後世に執筆された年代記の年代が実際のチェウリンの関与したであろうとする年代と食い違っているのではという疑問が生じている。この分析によると、以下の結果が見えてくる。
- グレゴリウス1世がケント王エゼルベルトに文を送った601年の時点ですでにエゼルベルトは次のブレトワルダとして覇を唱えていたのは間違いはない。というのは法王たるグレゴリウス1世はケント王国という一地域の王程度に文を送ることはありえないからである。
- 年代記では前述のウィバウンダンの戦い（568年）にチェウリンはエゼルベルトを敗ったことになっている。すなわち、この戦いはチェウリンとエゼルベルト、新旧のブレトワルダ双方が関わった戦いである。
- エゼルベルトの関わる年代の正確性にも疑問視がされているが、最近の研究でエゼルベルトの治世の始まりは早くても580年以前ではないとしている。
- 『西サクソン王族系譜目録』ではチェウリンの治世は7年か17年とされているので、ウィバウンダンの戦いが568年に起こることはありえない。

このことから、ウィバウンダンの戦いがその勝敗を度外視して590年くらいの出来事だと仮定すれば、それはエゼルベルトが覇権を握る以前、そして年代記で続いて書き綴られているチェウリンの退位と死去へと連続的に続き、許容できうる範囲での整合性が出てくる。いずれにせよ現在ではウィバンダムの戦いは590年をはさんでの数年間以内の出来事であったことはほぼ確実視されている。
もうひとつの差異、アエレとチェウリンとの間の空白期間は、ギルダスの著作De Excidioの記述にモンス・バドニクスの戦いでアングロサクソン人がブリトン人に敗れ、平和が一世代以上続いたことからありえることと考えられている。
チェウリンはケント王国のエゼルベルトにブレトワルダ位を奪われるが、二人の在位は一時期重なっている。最近の鑑定ではチェウリンの在位は581年から588年までとし、589年頃エゼルベルトが王位に就いたのだろうと考えられている。しかし、このような計算は学術上の推測にしか過ぎない。そして592年息子チェオルによるチェウリンの退位、ここからエゼルベルトの台頭が始まった可能性がある。少なくとも597年の時点までにはエゼルベルトはアングロサクソン諸国を圧倒する存在となっていたことは確実視されている。あるいはエゼルベルトの在位はもっと早かったかもしれない。年代記の584年のフェサン・レアグの項目で『チェウリンの最後の勝利』と書かれているからである。この期間の間にエゼルベルトの台頭そしてチェウリンの失墜が起きた可能性はある。

## チェウリンの没落
592年、チェウリンは王位を失った。ウォーデンズ・バロウ (Woden's Barrow) は現在ではアダムズ・グレイブ (Adam's Grave) と呼ばれている、ウィルトシャーのアルトン・プライアー(Alton Prior)にある古墳と考えられている。チェウリンの敵が誰であったのかは記録に残っていない。1120年の中世の史家マルムスベリーのウィリアムの記述によると「アングル人、ブリトン人双方の謀略ゆえ」と書かれている。もうひとつの敵の可能性として、『西サクソン王族系譜目録』では次の王として6年の在位となったと書かれているチェオルが挙げられる。年代記によると退位から翌年チェウリンは死去したとなっており、記述では「ここにチェウリン、クウィチェルム (Cwichelm)、クリダ (Crida) は死んだ」となっているが、クウィチェルム、クリダが何者であるかを記す記述は何もない。だが、名前の韻からチェウリンらがウェセックス王族の一員だったろうとは考えられている。
『西サクソン王族系譜目録』ではチェオルはキュンリッチの息子であるクタの息子、そしてその兄弟はチェオルウルフ（チェウリンの後の7年間王位に就くこととなる）となっている。チェウリンの死によって西サクソン人の部族にいくらかの分裂が起こった可能性はあり、チェオルとチェオルウルフは同時期にテムズ川渓谷流域を巡ってウィルトシャーで対立していたことも考えられ、またこのウェセックスの分裂が結果的にエゼルベルトが台頭、南イングランドに覇を唱える手助けをしてしまった可能性もある。しかしながら、年代記にはチェウリンの死後も数十年間ウェセックスはエセックス、サセックスに対して軍事行動を起こしていた記述が見られることから、軍事的にはウェセックスはまだ影響力を保持していたものと考えられている。